# ییم هو
ییم هو (انگلیسی: Yim Ho؛ زادهٔ ۱۹۵۲) کارگردان فیلم اهل هنگ کنگ است. وی همچنین برندهٔ جوایزی همچون خرس نقره‌ای برای بهترین کارگردان شده‌است.